# (9626) Stanley
(9626) Stanley ist ein Asteroid des Hauptgürtels, der am 14. Mai 1993 vom belgischen Astronomen Eric Walter Elst am La-Silla-Observatorium (IAU-Code 809) der Europäischen Südsternwarte in Chile entdeckt wurde.
Der Asteroid wurde nach dem blinden englischen Komponisten und Organisten John Stanley (1712–1786) benannt.